# Yves Meyer
Yves Meyer (ur. 19 lipca 1939 r.) – francuski matematyk. Jest jednym z prekursorów teorii falki. W 2017 roku został nagrodzony nagrodą Abela.

## Życiorys
Urodził się w Paryżu w 1939 roku, w rodzinie żydowskiej. Dorastał w Tunisie, gdzie uczęszczał do szkoły Lycée Carnot oraz zdobył pierwszą nagrodę w ogólnym konkursie matematycznym. W 1957 roku został przyjęty do École Normale Supérieure. Pod kierunkiem francuskiego matematyka Jean-Pierre'a Kahane'a, Yves Meyer obronił pracę dyplomową w 1966 na Uniwersytecie w Strasburgu.
Podczas służby wojskowej w latach 1960-1963 Yves Meyer nauczał w szkole Prytanée national militaire. Przez następne trzy lata był asystentem nauczyciela na Uniwersytecie w Strasburgu. Nauczał również w Université Paris-Sud (1966–1980), École Polytechnique (1980–1986), Université Paris-Dauphine (1985–1995),  Conservatoire National des Arts et Métiers (2000) oraz  École Normale Supérieure de Cachan (1999–2003). Od 2004 roku jest profesorem emerytowanym w École normale supérieure de Cachan. W latach 1995–1999 pracował na stanowisku starszego badacza w  Centre national de la recherche scientifique (CNRS).
W 2010 roku otrzymał Nagrodę Carla Friedricha Gaussa za fundamentalny wkład w teorię liczb, teorię operatorów i analizę harmoniczną oraz kluczową rolę w rozwoju falek i analizy wielorozdzielczej.

## Publikacje
- Yves Meyer: Nombres de Pisot, nombres de Salem, et analyse harmonique. Berlin New York: Springer-Verlag, 1970. ISBN 978-3-540-36243-2. Brak numerów stron w książce
- Yves Meyer: Algebraic numbers and harmonic analysis. Burlington: Elsevier Science, 1972. ISBN 978-0-08-095412-7. Brak numerów stron w książce
- Yves Meyer: Ondelettes et opérateurs. Paryż: Hermann, 1990. ISBN 978-2-7056-6125-0. Brak numerów stron w książce
- Yves Meyer: Wavelets and Operators. Cambridge University Press, 22 kwiecień 1993. ISBN 978-0-521-42000-6. Brak numerów stron w książce

## Nagrody
- Od 1993 roku jest członkiem Francuskiej Akademii Nauk[6].
- Gościnnie przemawiał na Międzynarodowym Kongresie Matematyków w Nicei (1970), w Warszawie (1983)[7] oraz w Kyoto (1990)[8].
- W 2010 roku otrzymał Nagrodę Carla Friedricha Gaussa[9].
- W 2012 roku został członkiem Amerykańskiego Towarzystwa Matematycznego[10].
- W 2017 roku nagrodzono go Nagrodą Abela za „zasadniczą rolę w rozwoju matematycznej teorii fali"[11].
- W 2020 roku otrzymał Nagrodę Księcia Asturii w dziedzinie Badań Naukowych i Technika[12].